# Jurij Siewidow
Jurij Aleksandrowicz Siewidow, ros. Юрий Александрович Севидов (ur. 24 sierpnia 1942 w Moskwie, Rosyjska FSRR, zm. 11 lutego 2010 w Marbelli, Hiszpania) – rosyjski piłkarz, grający na pozycji napastnika, trener piłkarski.

## Kariera piłkarska

### Kariera klubowa
Wychowanek FSzM Moskwa, a potem drużyny miasta Stupino, którą trenował jego ojciec Aleksandr Siewidow. W 1959 rozpoczął karierę piłkarską w klubie Moldova Kiszyniów, który również trenował jego ojciec. W wieku 17 lat, został piłkarzem Spartaka Moskwa. W 1962 roku otrzymał nagrodę gazety "Trud" jako najlepszy strzelec spośród wszystkich moskiewskich klubów pierwszoligowych.
W 1965 roku kierując samochodem potrącił człowieka, a im był członek Akademii Nauk ZSRR Dmitrij Riabczykow, chemik, laureat Nagrody Stalina, który wkrótce zmarł w szpitalu w wyniku błędu lekarza. Siewidow został skazany na dziesięć lat więzienia, o co "poprosił" Komitet Centralny Partii Komunistycznej ZSRR i został pozbawiony tytułu mistrza sportu. Po 4 latach zwolniony w ramach amnestii.
Po powrocie z więzienia rozegrał kilka spotkań towarzyskich w składzie Chimik Hrodna. Pewnego dnia pojechał do swojego domu w Moskwie, gdzie spotkał sąsiada na klatce schodowej piłkarza Spartaka Moskwa Galimziana Chusainowa, który zaprosił go do zespołu, ale klub nie chciał podpisać kontrakt z byłym więźniem. Potem odezwał się na prośbę ojca pomóc Kajratowi Ałma-Ata powrócić do Wyższej Ligi. Kiedy ojciec odszedł do Dynama Kijów, opuścił również kazachski klub i został piłkarzem Karpaty Lwów. Ale nie spodobało się jemu we lwowskim zespole i już w kwietniu tamtego roku zmienił klub na Szachtar Donieck. W 1974 zakończył swoją karierę piłkarską w Spartaku Riazań.

### Kariera reprezentacyjna
31 maja 1964 zadebiutował w olimpijskiej reprezentacji Związku Radzieckiego w meczu towarzyskim z NRD zremisowanym 1:1, w którym strzelił gola. Łącznie rozegrał tylko 3 mecze. Na więcej los nie pozwolił.

## Kariera zawodowa
Po zakończeniu kariery piłkarskiej pracował jako szkoleniowiec w FSzM Moskwa. Potem prowadził kluby Dinamo Wołogda, Spartak Riazań, Szynnik Jarosławl i Dinamo Machaczkała. W 1987 roku pomagał ojcowi trenować Neftçi PFK.
Również komentował mecze piłki nożnej, przygotowywał przeglądy meczów piłkarskich dla gazety "Sowiecki sport". Pracował jako współprowadzący programu "Sportowy Kanał" w radiu "Majak". Trenował amatorskie zespoły Magnezit Satka i Patriot Moskwa.
11 lutego 2010 zmarł podczas podróży służbowej w Marbelli, gdzie pracował nad relacjami z przygotowań przedsezonowych Lokomotywa Moskwa. Według służby prasowej "Lokomotywa" Siewidow doznał zawału serca w nocy z 10 na 11 lutego, zmarł przed przyjazdem karetki. Został pochowany na cmentarzu Wostriakowskim.

## Sukcesy i odznaczenia

### Sukcesy klubowe
- mistrz ZSRR: 1962
- wicemistrz ZSRR: 1963
- brązowy medalista Mistrzostw ZSRR: 1961
- zdobywca Pucharu ZSRR: 1963, 1965
- zdobywca Pucharu Międzynarodowego Związku Kolejarzy: 1970

### Sukcesy indywidualne
- wicekról strzelców Mistrzostw ZSRR: 1962 (16 goli)
- wybrany do listy 33 najlepszych piłkarzy ZSRR: Nr 3 (1962)

### Odznaczenia
- tytuł Mistrza Sportu ZSRR: 1961 (pozbawiono w 1965, przywrócono w 1970)